# AUOS

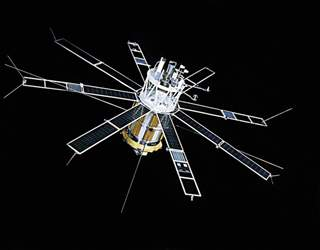
Ilustración del AUOS

AUOS (Automated Universal Orbital Station) es el nombre de un bus común diseñado en la Unión Soviética para ser usado en satélites artificiales científicos y en satélites experimentales, en particular en las misiones internacionales del proyecto Interkosmos y en el Aureole.
El bus AUOS fue creado como sustituto del DS-U, que debido a su pequeño tamaño y corta vida útil no cumplía los requisitos para su uso en los nuevos satélites científicos dedicados al estudio de la interacción entre la magnetosfera y atmósfera terrestres y el Sol.
Los análisis hechos por la oficina de diseño de Yuzhnoye en 1971 indicaron que las misiones a realizar podían dividirse en tres grupos y que todas podían realizarse utilizando una nave común multipropósito y con sistemas comunes de obtención de datos, almacenamiento y aviónica. El bus podría acomodar entre 400 y 600 kg de equipamiento científico y proporcionarle una potencia eléctrica de hasta 50 vatios.
La autorización para desarrollar el AUOS fue firmada por el consejo de ministros soviético en 1972. El equipo de diseño fue liderado por V. F. Utkin en la oficina de diseño de Yuzhnoye. El diseño y las especificaciones estuvieron en todo momento bajo supervisión militar.
La serie inicial de satélites AUOS fueron lanzados en el periodo de 1976 a 1981 desde el cosmódromo de Plesetsk y mediante cohetes Kosmos 11K65M. Posteriormente se utilizó el lanzador Tsyklon 3, de mayor capacidad y desde el mismo cosmódromo, permitiendo lanzar mayores cargas científicas y alcanzar órbitas más altas.
Se desarrollaron dos variantes de la plataforma AUOS:
- AUOS-Z: orientado al estudio de la Tierra y el espacio cercano a ella, al efecto de la actividad solar en la superficie y atmósfera terrestres y a la magnetosfera. Sólo requería pequeños cambios en la estructura  y configuración del equipamiento para poder realizar los diversos estudios. El desarrollo comenzó en 1973 y se construyeron 11 satélites con base en este bus entre 1973 y 1991. Nueve de esos satélites fueron lanzados bajo programas de cooperación internacional.
- AUOS-SM: orientado al estudio del Sol bajo los programas Koronas-I, Koronas-F y Photon. Los estudios incluían los procesos físicos que tienen lugar durante la liberación de energía o su transferencia entre diferentes regiones del Sol. El comienzo del desarrollo de este bus comenzó en 1987. Se lanzaron dos satélites basados en esta variante, en 1994 y 2001.